# Думены
Думены (укр. Думени) — село в Ванчиковецкой сельской общине Черновицкого района Черновицкой области Украины, на левом берегу реки Прут.
До 2020 года входило в Новоселицкий район
Население по переписи 2001 года составляло 1186 человек. Почтовый индекс — 60353. Телефонный код — 3733. Код КОАТУУ — 7323082802.